# Wolfsland: Tief im Wald
Tief im Wald ist ein deutscher Fernsehfilm von Tim Trageser aus dem Jahr 2016. Es handelt sich um den zweiten Filmbeitrag der ARD-Krimireihe Wolfsland mit Götz Schubert und Yvonne Catterfeld in den Hauptrollen. In tragenden Rollen sind Johannes Zirner, Jytte-Merle Böhrnsen, Andreas Schmidt, Jan Dose, Lucas Prisor und Holger Bülow besetzt.

## Handlung

### Haupthandlung
Die Kriminalkommissare Viola Delbrück und Butsch Schulz ermitteln in ihrem zweiten gemeinsamen Fall und haben noch immer damit zu tun, sich als Team zusammenzufinden. Eine Joggerin wird stranguliert aufgefunden. Suizid kann anfangs ebenso wenig ausgeschlossen werden wie Fremdeinwirkung. Während Delbrück und Schulz noch die Spuren sichern, macht ein scheinbar verwirrter Mann auf dem örtlichen Polizeirevier eine Aussage. Er sei Hobbyfotograf und habe einen Werwolf dabei beobachtet, wie er ein Opfer angefallen und ins Gebüsch gezerrt habe. Die Beamten Frenzel und Raaben nehmen Emmerich nicht ernst und schicken ihn nach Hause. Noch am selben Abend wird er tot in seiner Wohnung aufgefunden. Delbrück ist sich sicher, dass er den Mörder der Joggerin gesehen und fotografiert hatte und deshalb umgebracht wurde.
Unerwartet erhalten die Ermittler Unterstützung von Delbrücks „Noch-Ehemann“, der forensischer Psychiater ist und sich spontan beim Dienststellenleiter Georg Ebertin gemeldet hatte, um zu helfen. Butschs Kollegin ist entsetzt, dem Mann gegenüberzustehen, wegen dem sie aus Hamburg weggegangen ist. Sie fühlt sich nicht nur gestalkt, sondern sieht Delbrücks Erscheinen in Görlitz auch als Bedrohung an, behält ihre Gedanken jedoch für sich. Wie so oft in der Vergangenheit stellt sie Privates hintenan und stimmt der Frage Ebertins zu, ob sie einverstanden mit der Hilfe des namhaften Psychiaters sei, der auf dem Gebiet der forensischen Psychologie als Koryphäe gilt. Björn Delbrück beeindruckt die Kollegen mit seinem Fachwissen und ist sich sicher, dass sich eine Serie von Morden entwickeln wird. Damit soll er recht behalten, denn schon am nächsten Tag wird eine Studentin stranguliert aufgefunden. Auch sie wurde mit einem elastischen Band aufgehängt, damit ihr Todeskampf länger dauern sollte. Ein Zeuge will zur Tatzeit einen weißen Transporter gesehen haben.
„Butsch“ Schulz und Delbrück versuchen herauszufinden, woher der Mörder von Emmerichs Aussage wusste. Der Beamte Patrick Frenzel gibt zu, am Abend in seinem Tauchclub davon berichtet zu haben. Anhand der dort anwesenden Personen stoßen die Ermittler auf den Hausmeister Fabian Nickritz, der mit seiner Mutter und vielen Katzen in einem einsamen Bauernhaus lebt. Doch Björn Delbrück schließt ihn als Täter aus, weil er es für ausgeschlossen hält, dass der gesuchte Täter mit Katzen zusammenleben kann. Dagegen ist er sich sicher, dass der gesuchte Mörder vor seinen Morden versucht haben dürfte, seine Sexualität bei Prostituierten auszuleben. Eine Ermittlung in diese Richtung führt erneut zu Fabian Nickritz. Als sich „Butsch“ Schulz in dessen Haus heimlich umsieht, findet er tatsächlich Emmerichs Digitalkamera mit den Beweisfotos. Daraufhin wird das gesamte Haus von der Spurensicherung durchsucht und man findet Nickritz erhängt auf dem Dachboden und seine Mutter in der Tiefkühltruhe. Die alte Dame ist mindestens schon seit vier Wochen tot und einem Herzinfarkt erlegen, wie die spätere Obduktion ergibt.
Revierleiter Ebertin sieht in dem Tod der Mutter den auslösenden Faktor, der Nickritz zu den Taten getrieben haben könnte, und hält den Fall für gelöst. Viola Delbrück hat allerdings Zweifel, weil in Nickritz Abschiedsbrief nichts von einem Schuldeingeständnis steht, sondern nur, dass er ohne seine Mutter nicht weiterleben könne. Die Kamera könnte ihm jemand untergeschoben haben. Ihr Mann bestärkt sie in dieser Annahme. Durch ein Gespräch mit Björn gelangt Viola Delbrück zu der Überzeugung, dass der Polizist Patrick Frenzel, der die Anzeige von Emmerich aufnehmen sollte, der gesuchte Serienmörder ist. Da der Täter während seiner Morde einen Taucheranzug trug, wurden am jeweiligen Tatort keine DNA-Spuren gefunden. So erklärt sich auch, dass Emmerich einen Werwolf gesehen haben will.
Da „Butsch“ Schulz wieder einmal mit dem Barbesitzer Goran Tonka aneinandergeraten ist, der ihn von einem seiner Kumpane zusammenschlagen lässt, geht er nicht ans Handy, als Viola Delbrück ihn informiert, dass sie wisse, dass Frenzel der Täter sei und ihn nun stellen werde. Er solle so schnell wie möglich zur Schwimmhalle kommen. Dort zieht der Polizist die Kommissarin, als sie am Beckenrand steht, unter Wasser und es sieht so aus, als ob sie den Kampf auf Leben und Tod nicht gewinnen könne. Gerade noch rechtzeitig ist „Butsch“ Schulz dann jedoch da, um sie zu retten. Obwohl Frenzel flieht und noch nicht einmal Halt davor macht, seine Frau Maja gewaltsam mitzunehmen, gelingt es den Kommissaren, ihn zu finden und festzunehmen, bevor er sein Vorhaben, seine Frau dazu zu nötigen, ihn zu strangulieren, noch ausführen kann.

### Parallelhandlung
„Butsch“ erzählt Viola, dass seine Tochter Emilie, die gerade bei ihm ist, seit dem Tod ihrer Mutter bei ihren Großeltern, seinen Schwiegereltern, in Berlin lebe. In den Ferien komme sie manchmal zu ihm nach Görlitz. Wenn er Glück habe, wohne sie dann bei ihm. Wenn nicht, wohne sie bei ihrem Onkel, Nadjas Bruder, seinem Schwager sozusagen. Sie möge ihren Onkel. Zu Violas großer Überraschung meint er dann noch, dieser Onkel heiße Georg Ebertin.
Björn Delbrück möchte seine Frau um jeden Preis zurückhaben. Aufgrund seiner krankhaften Eifersucht kam es immer wieder zu gewalttätigen Auseinandersetzungen zwischen dem einstigen Paar, an deren Ende ein Kampf mit beinahe tödlichem Ausgang stand. Während eines Gesprächs meint er, nicht er habe auf sie geschossen, sie habe plötzlich aus einem Spiel tödlichen Ernst gemacht und ihn zu ihrem Todfeind erklärt. Am Ende der Episode kommt es zu einem weiteren Aufeinandertreffen von Björn und Viola Delbrück, indem er plötzlich vor ihrem angemieteten Zimmer steht und sie mit den Worten „Uns gibt es nur zu zweit“ hineinbugsiert. Als Butsch, der Viola etwas bringen will, verdächtige Geräusche aus dem Zimmer hört und gewaltsam eindringt, kniet die Kommissarin auf ihrem Ehemann und hält ihm ein Messer an die Kehle. Nur durch wiederholten Zuruf reagiert sie auf Butsch. Björn Delbrück meint im Aufstehen: „Du bist der Killer, nicht ich.“

## Produktionsnotizen
Tief im Wald wurde vom 31. März bis zum 28. April 2016 in Görlitz und Umgebung gedreht. Die Redaktion für den MDR lag bei Jana Brandt und Stephanie Bogon, für die ARD Degeto bei Katja Kirchen. Produktionsleiterin Gabriele „Gabi“ Goiczyk stellte sich spontan als Leiche der Mutter von Fabian Nickritz zur Verfügung und stieg entsprechend zurechtgemacht in die Tiefkühltruhe. Ursprünglich war ein Blick auf die Leiche in der Tiefkühltruhe gar nicht vorgesehen.

## Rezeption

### Veröffentlichung, Einschaltquote
Der Film wurde am 15. Dezember 2016 zur Hauptsendezeit im Programm der ARD Das Erste erstausgestrahlt. Bei seiner Erstausstrahlung schalteten 5,01 Millionen Zuschauer den Krimi ein. Der Marktanteil lag bei 16 Prozent.

### Kritik
Tilmann P. Gangloff gab dem Film auf der Seite tittelbach.tv 3½ von 6 möglichen und befand: „‚Tief im Wald‘, der zweite Film aus der neuen ARD-Reihe ‚Wolfsland‘, wirkt insgesamt stimmiger als der erste. Das Drehbuch betont zwar nach wie vor die Gegensätze zwischen dem ungleichen Ermittlerpaar Butsch und Viola, aber diesmal erzählt das Autorenduo Poser & Neuwöhner eine ungleich fesselndere Krimigeschichte.“ […] „Mehrfachtäter“ seien „für Krimis ein dankbares Sujet, weil sich die Spannung von selbst“ einstelle. […] Götz Schubert habe sichtlich „Spaß“ an seiner Rolle, schrieb der Kritiker weiter, für Yvonne Catterfeld sei „die Polizistin mit Killerinstinkt eine immerhin ebenso ungewöhnliche Figur wie der Psychologe mit pathologischen Zügen für Zirner“.
Bei der Frankfurter Rundschau meinte Harald Keller: „Beim zweiten Film der Reihe“ hätten „die Autoren ihren Ton und Rhythmus gefunden“. Das Ergebnis sei „ein durchtriebener, unterhaltsamer Krimi“. […] Mit „der Dreierbeziehung“ hätten „die Autoren eine über Uneindeutigkeiten funktionierende Spannungsebene geschaffen, eine zweite neben dem aktuellen Kriminalfall.“ […] In der zweiten Folge fänden die Autoren nun „zu einem wohltuend kompakten Stil“. Ihr Buch […] habe „Linie und Rhythmus“. Im „Kern ein ansprechendes Konzept, das Nervenkitzel ebenso wie humoristische Einlagen“ ermögliche und „für die Zukunft noch einiges erwarten“ lasse.
Die Kritiker der Fernsehzeitschrift TV Spielfilm vergaben die beste Wertung (Daumen nach oben) und schrieben: „Dem Fall tut es sehr gut, dass die Figuren bereits etabliert sind. So entsteht mehr Dynamik als im Auftakt zur Reihe. Die Inszenierung von Krimiroutinier Tim Trageser (‚Tatort: Höllenfahrt‘) findet nicht immer die richtige Balance zwischen Ernst und Komik, aber die Kabbeleien des ungleichen Ermittlerduos sind durchaus amüsant geschrieben.“ „Spannung und Dialogwitz lassen Teil eins hinter sich“.
Die Westfälischen Nachrichten empfahlen den Film mit den Worten: „‚Wolfsland‘ ist ein düsterer, durchaus humorvoller Krimi mit einem starken Ermittler-Gespann und einer mittelmäßigen Handlung. Sollte aus dem Zweiteiler eine Reihe werden – Potenzial ist da.“